# CCT p/b Champion System
CCT p/b Champion System is een continentale wielerploeg met een Nieuw-Zeelandse licentie en de basis in België die is opgericht in 2015. Jerry Stock is de teammanager van de ploeg.

## Bekende (oud-)renners
- Denis Flahaut (2015-)
- Michael Vink (2015-)